# 趙崇晉
趙崇晉（?—?），湖北东湖人，清朝政治人物。贡生出身。
光绪23年（1897年），擔任清朝遵义府婺川縣知縣。后由薜華堯接任。